# Cratere Fryxell
Fryxell è un cratere lunare intitolato al geologo statunitense Roald Fryxell. Si trova nella parte occidentale dei Montes Rook, sulla faccia nascosta della Luna, proprio al limite delle regioni visibili dalla Terra grazie alle librazioni. Tuttavia, a causa dei monti, il cratere è pressoché invisibile dalla Terra anche nelle migliori condizioni, ed è osservato soprattutto dallo spazio.
La formazione è grossomodo circolare, ma ha un aspetto vagamente simile a quello di un poligono. La sua forma è emisferica, con un fondale interno più scuro privo di formazioni degne di nota. Le pareti interne di Fryxell hanno un'albedo più elevata del terreno circostante, ed appaiono quindi luminose.
Il cratere era precedentemente designato "Golitsyn B", dunque come cratere correlato di Golytsin, prima che l'IAU gli assegnasse il suo nome attuale.